# 式守伊之助

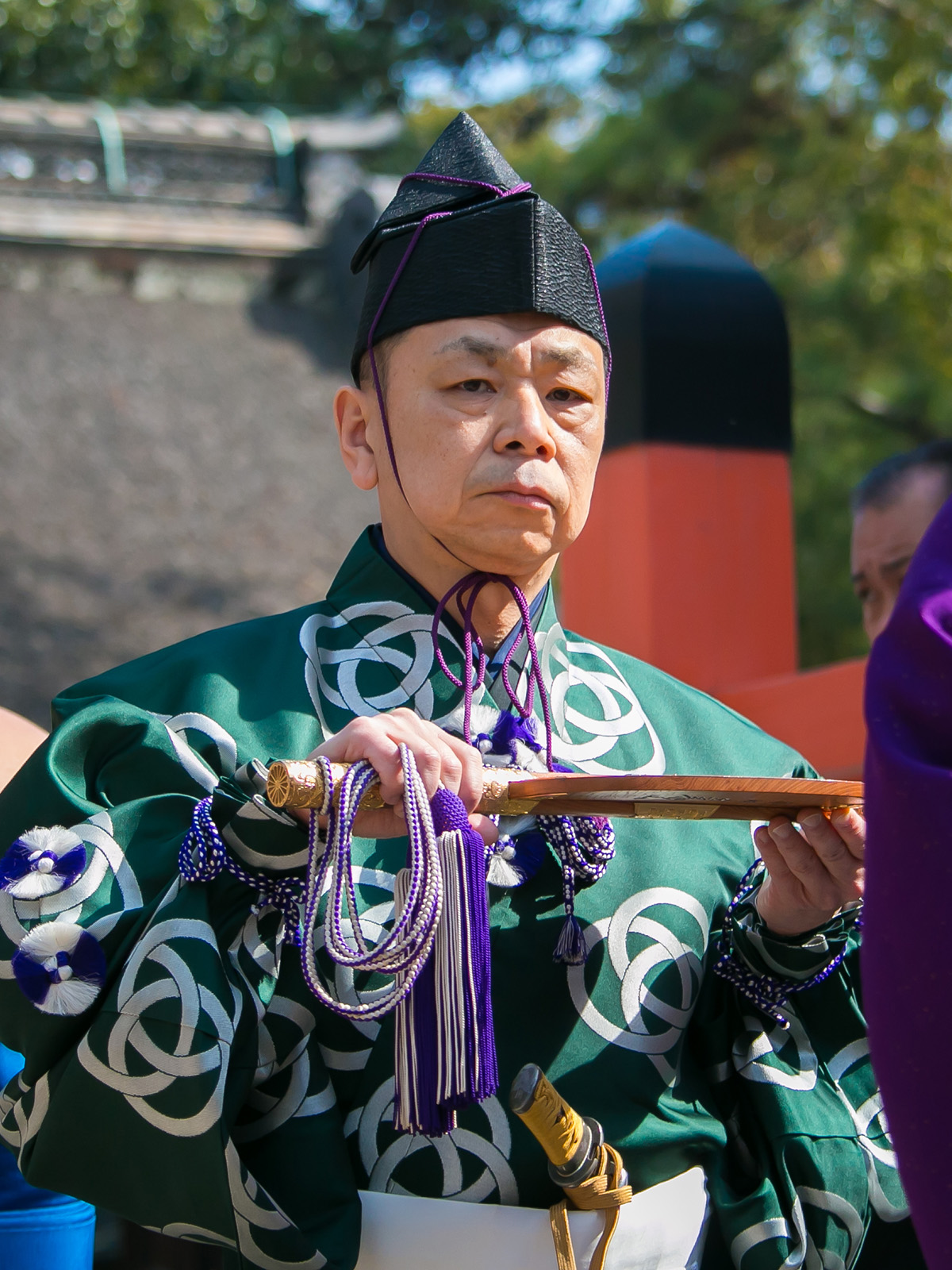
40代伊之助。式守伊之助の軍配の房色・直垂の菊綴は紫白と定められている。2017年3月

式守 伊之助（しきもり いのすけ）は、大相撲の立行司の名前。行司としては木村庄之助に次ぐ二番目の地位で、番付の西正位横綱に相当する。

## 解説
この名跡は代々三役格から立行司に昇格する行司が襲名しており、軍配に紫白の房、装束に紫白の菊綴じを着用し、庄之助同様に軍配を差し違えた際に切腹する覚悟を意味する短刀を左腰に帯刀し、右腰に印籠を下げる。本場所の本割では一日に三役格以下十両格までと同様に二番を合わせる。優勝決定戦においては、幕内最高優勝の決定戦で、出場力士の最高位が横綱・大関の場合に立行司が裁くが、現在はその場合、庄之助と伊之助のどちらが裁くかは事前に定めてもう一方が控えとなる。
初代が明和年間より寛政年間にかけて使用した軍配は「ゆずり団扇」とも呼ばれて現在も継承され、記される文字の読み下しは不明だが、裏面の和歌は「いにしへの ことりつかひの おもかけを 今ここに見る 御世そめてたき」と読むことができる。1882年の相撲錦絵にすでに登場しているが、20代伊之助時代の1960年5月から伊之助のゆずり団扇となった。
行司停年制実施前の1958年限りで庄之助同様に年寄名跡より除かれた。それ以前には歴史上相撲部屋として「式守伊之助部屋」が存在したこともあった。現存する行司2家のうち式守家は初代伊之助が式守姓を名乗ったことに由来するといわれる。
明治年間に本場所で勧進元を務めた伊之助が開催直前に亡くなり、いわゆる「位牌勧進元」が続いた。5代、6代、7代、8代、9代と5人続けて現役で亡くなり、14代は1926年1月場所から襲名となるが伊之助として土俵に上がることなく前年暮れに亡くなった。1926年1月場所の番付は14代として「式守伊之助」と書かれている。のちに「伊之助の祟り」とも喧伝されて恐れられた。またその前後で伊之助を襲名した13代と15代もそれぞれ19代と20代の木村庄之助を襲名した後にやはり庄之助のまま現役で亡くなっている。一方で、15代（20代庄之助）を最後に立行司が現役中に亡くなった例はない。
10代以降は伊之助から庄之助を襲名することが可能となったため、以後32人中20人が庄之助を襲名している。現在の制度ではもちろん庄之助に次ぐ地位であり、江戸時代～明治時代をみても基本的にそうであったが、6代と8代の2人は例外的に庄之助の上位に位置されたことがある。ただし、8代は死跡であったため庄之助より上位として土俵に上がった伊之助は6代1人だけである。
伊之助から庄之助を襲名することが可能となって以降は、18代庄之助と23代庄之助が伊之助を経験せず庄之助を襲名しているが、23代庄之助が昇進するきっかけとなった1959年の行司の65歳停年制の導入後は伊之助襲名を経ていることが庄之助襲名の必須条件として定着した。
立行司が庄之助、伊之助、のちに副立行司に降格された玉之助、と3人制時代は、17代と18代の2人のみが木村玉之助から昇格して伊之助を襲名した。
番付上庄之助と伊之助が揃っている状態からそのどちらかが引退したり、あるいは庄之助空位の状態から伊之助が庄之助に昇格するなどしても、必ずしも自動的に次の格の三役格行司が即伊之助に昇格できるとは限らず、行司としての実績や年齢などの要素によっては、伊之助が空位の場所が発生することもある。

## 記録
定年間近で襲名する者が多く、27代、30代、34代が64歳、26代が63歳で襲名している。
若年の襲名は6代と8代が40歳、23代が48歳、40代は53歳で襲名している。
35代は伊之助在位1場所で庄之助を襲名した唯一の事例である。36代は2005年9月場所に三役格へ昇格して4場所後の2006年5月場所に伊之助を襲名し、三役格から立行司へ史上最短で昇格した。

## エピソード
2008年5月場所から10代式守勘太夫が38代を襲名した。2011年11月場所から38代が庄之助を襲名し、16代木村玉光が39代を襲名するはずだったが健康問題を理由に辞退し、伊之助はしばらく空位となった。2012年11月場所から10代木村庄三郎が39代を襲名した。2013年11月場所から39代が庄之助を襲名し、16代木村玉光に1度は打診があるも再辞退した為、11代式守錦太夫が40代を襲名した。
2017年、40代が巡業先の宿泊先で未成年行司にセクシャルハラスメント行為を行った。これにより、日本相撲協会より翌年1月場所から3場所の出場停止処分を受けた。40代は辞職願を出しており、処分解除後の2018年5月31日付で受理され、退職した。
40代の退職後は、木村庄之助も空位のため立行司不在が3場所続いたが、2019年1月場所から11代式守勘太夫が41代を襲名した。先述の通り、41代が伊之助を襲名する前から木村庄之助は不在であったが、41代は5年間にわたって伊之助に留め置かれ、2024年1月場所でようやく庄之助を襲名した。41代の庄之助襲名後、日本相撲協会は、裁きが安定しない行司を立行司に昇格させてしまった反省から、次代の式守伊之助は1年間かけて4人の三役格行司の中から見定める方針としていたが、2024年9月場所から3代木村容堂が42代を襲名した。

## 式守伊之助の代々
| 代   | 襲名期間                              | 師匠                        | 備考                                                                |
| ---- | ------------------------------------- | --------------------------- | ------------------------------------------------------------------- |
| 初代 | 1767年3月場所 - 1793年3月場所         | 初代伊勢ノ海五太夫の門弟。  |                                                                     |
| 2代  | 1793年10月場所 - 1819年11月場所       | 初代伊之助の弟子            | 初代式守見藏→初代式守与太夫→伊之助を再勤                            |
| 3代  | 1820年3月場所 - 1830年11月場所        | 初代伊之助の門人            | 初代式守夘之助                                                      |
| 4代  | 1834年10月場所 - 1837年正月場所       |                             | 3代式守見藏→2代与太夫                                               |
| 5代  | 1839年3月場所 - 1850年3月場所（死跡） | 3代伊之助の弟子             | 初代式守勘太夫                                                      |
| 6代  | 1853年11月場所 - 1880年5月場所        | 4代伊之助の弟子             | 式守宗助→2代式守鬼一郎 現役没                                       |
| 7代  | 1883年1月場所 - 5月場所               | 5代伊之助の弟子             | 初代式守与之吉→2代勘太夫→3代鬼一郎→勘太夫（再）→鬼一郎（再） 現役没 |
| 8代  | 1884年5月場所 - 1898年1月場所（死跡） | 6代伊之助の弟子             | 初代式守錦太夫→3代与太夫 現役没                                     |
| 9代  | 1898年5月場所 - 1911年2月場所（死跡） |                             | 式守竹二郎→初代式守錦之助→2代錦太夫→4代与太夫 現役没                |
| 11代 | 1912年5月場所 - 1914年1月場所         | 京都行司・吉岡一學の養子    | 吉岡?→木村進 現役没                                                 |
| 12代 | 1915年5月場所 - 1921年5月場所         |                             | 木村官司→小市→2代木村誠道                                           |
| 16代 | 1932年10月場所 - 1938年5月場所        | 9代伊之助の弟子で、のち養子 | 式守亀司→4代錦之助→4代錦太夫→7代与太夫                              |
| 19代 | 1951年9月場所 - 1959年11月場所        | 17代庄之助の弟子            | 木村金吾→3代木村玉治郎→8代木村庄三郎                                |
| 24代 | 1977年11月場所 - 1984年3月場所        | 23代庄之助の弟子            | 初代木村正義→正信→3代木村正直                                       |
| 26代 | 1991年1月場所 - 1992年9月場所         | 三役格13代木村庄太郎の弟子  | 木村宗市→6代木村庄次郎（庄二郎）→宗市→庄二郎（再）                  |
| 27代 | 1992年11月場所 - 1993年7月場所        | 三役格13代木村庄太郎の弟子  | 木村英三→2代木村善之輔→14代庄太郎                                   |
| 29代 | 1995年1月場所 - 2000年7月場所         | 三役格13代木村庄太郎の弟子  | 木村貢→3代善之輔                                                    |
| 30代 | 2000年9月場所 - 11月場所              | 26代庄之助の弟子            | 式守文夫→正一郎→7代与之吉（與之吉）→8代勘太夫                       |
| 34代 | 2006年1月場所                         |                             | 木村光彦→2代木村光之助                                              |
| 40代 | 2013年11月場所 - 2018年5月場所        | 27代庄之助の弟子            | 式守吉之輔→木村吉之輔→11代錦太夫                                    |
| 43代 | 2025年1月場所 -                       | 26代、27代伊之助の弟子      | 木村春男→春夫→4代善之輔→15代庄太郎                                  |

### 1場所も務められなかった式守伊之助
| 代   | 襲名期間              | 備考 |
| ---- | --------------------- | --- |
| 14代 | 1926年1月場所（死跡） | 7代伊之助の弟子 2代式守与之吉→3代勘太夫 14代伊之助襲名も1925年12月26日に急死、翌1926年1月場所の番付には死跡ながら「式守伊之助」として記載された |

### 後に木村庄之助に昇進した者
| 代   | 襲名期間                       | 備考               |
| ---- | ------------------------------ | ------------------ |
| 10代 | 1911年5月場所 - 1912年1月場所  | 後に17代木村庄之助 |
| 13代 | 1922年1月場所 - 1925年5月場所  | 後に19代木村庄之助 |
| 15代 | 1926年5月場所 - 1932年5月場所  | 後に20代木村庄之助 |
| 17代 | 1939年1月場所 - 1940年3月場所  | 後に21代木村庄之助 |
| 18代 | 1940年5月場所 - 1951年5月場所  | 後に22代木村庄之助 |
| 20代 | 1960年1月場所 - 1962年11月場所 | 後に24代木村庄之助 |
| 21代 | 1963年1月場所 - 1966年7月場所  | 後に25代木村庄之助 |
| 22代 | 1966年9月場所 - 1972年11月場所 | 後に26代木村庄之助 |
| 23代 | 1974年1月場所 - 1977年9月場所  | 後に27代木村庄之助 |
| 25代 | 1984年5月場所 - 1990年11月場所 | 後に28代木村庄之助 |
| 28代 | 1994年5月場所 - 1994年11月場所 | 後に29代木村庄之助 |
| 31代 | 2001年1月場所 - 2001年9月場所  | 後に30代木村庄之助 |
| 32代 | 2001年11月場所 - 2003年3月場所 | 後に31代木村庄之助 |
| 33代 | 2003年5月場所 - 2005年11月場所 | 後に32代木村庄之助 |
| 35代 | 2006年3月場所                  | 後に33代木村庄之助 |
| 36代 | 2006年5月場所 - 2007年3月場所  | 後に34代木村庄之助 |
| 37代 | 2007年5月場所 - 2008年3月場所  | 後に35代木村庄之助 |
| 38代 | 2008年5月場所 - 2011年9月場所  | 後に36代木村庄之助 |
| 39代 | 2012年11月場所 - 2013年9月場所 | 後に37代木村庄之助 |
| 41代 | 2019年1月場所 - 2023年11月場所 | 後に38代木村庄之助 |
| 42代 | 2024年9月場所 - 2024年11月場所 | 後に39代木村庄之助 |

## 式守伊之助の記録
| 代   | 記録 |
| ---- | --- |
| 初代 | 年寄・鞍馬山。のち式守蝸牛の隠居号で『相撲隠雲解』を著した。 |
| 3代  | 1795年より13年間も姿を消す。 |
| 5代  | 初代伊勢ヶ濱を二枚鑑札。現役没。 |
| 6代  | 年寄・永浜を二枚鑑札。在位最長年（28年）。 |
| 7代  | 2代式守秀五郎を二枚鑑札。 |
| 8代  | 年寄・永浜を二枚鑑札。 |
| 9代  | 年寄・式守伊之助を二枚鑑札。 |
| 11代 | 年寄・式守伊之助を二枚鑑札。現在の行司装束（それまでの裃姿から烏帽子、直垂を着用）の改正発案者。                                                                         |
| 12代 | 初代高砂が「改正組」を組織したときに行司として参加。 年寄・式守伊之助を二枚鑑札。                                                                                        |
| 16代 | 11代立田川を襲名。 |
| 19代 | 年寄・式守伊之助を二枚鑑札。式守伊之助として行司停年制初の停年退職。通称「ひげの伊之助」。                                                                               |
| 23代 | 史上最年少の48歳で襲名。 |
| 35代 | 伊之助在位1場所で庄之助襲名。 |
| 36代 | 2005年9月場所に三役格昇格から僅か4場所（史上最短）で立行司昇格。 |
| 40代 | 庄之助が空位になってからも、差し違えや転落などのハプニングが多かった影響で伊之助に留め置かれ続ける。 不祥事により2018年1月場所から3場所出場停止、そのまま辞職。          |
| 41代 | 伊之助襲名期間中、庄之助は空位であったが、差し違えや転落などのハプニングが多かった影響で5年間伊之助に留まる。 停年退職前最後の1月場所に当たる2024年1月場所で庄之助襲名。 |
| 42代 | 伊之助在位2場所で庄之助襲名。 |

## ギャラリー

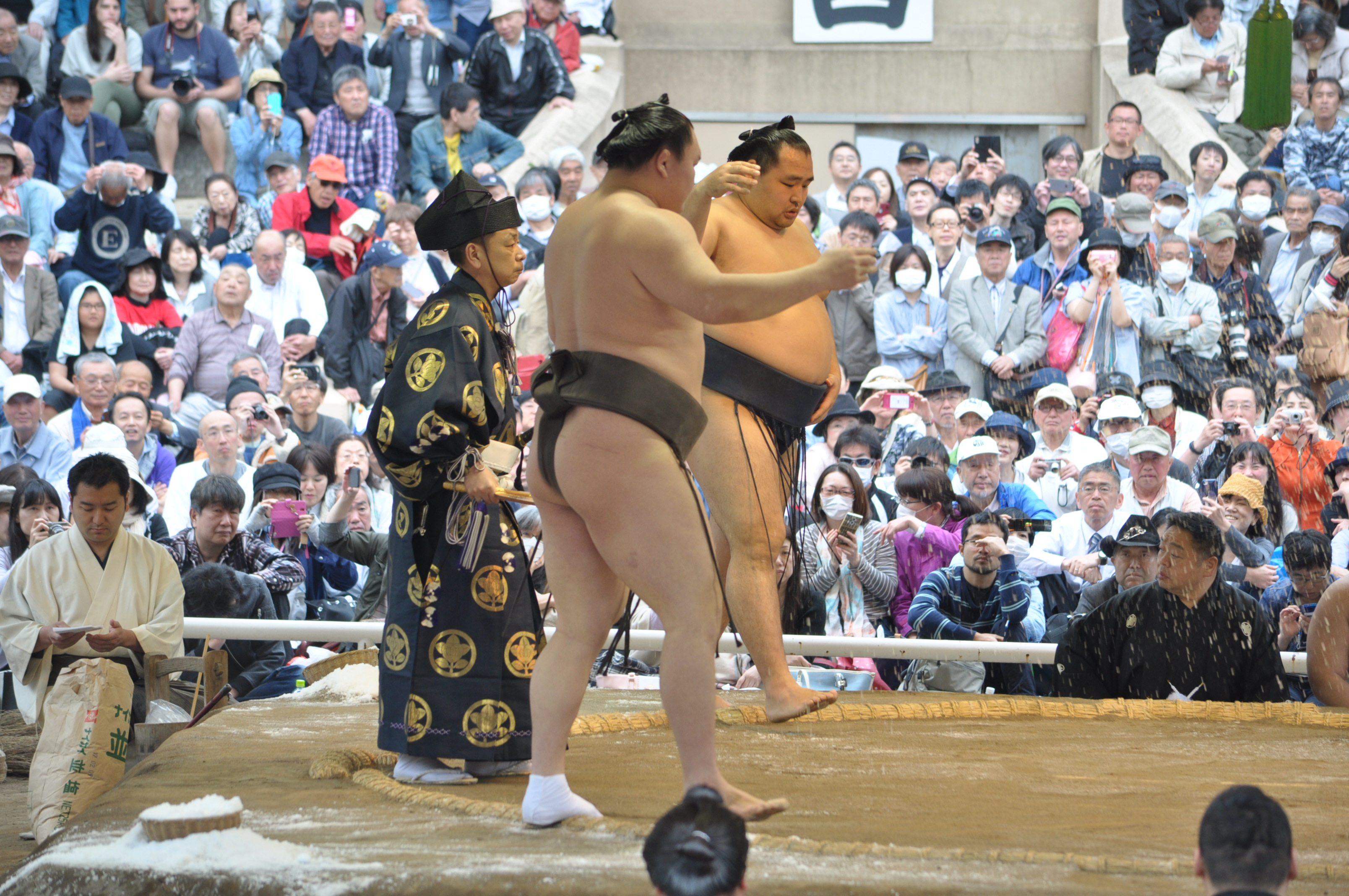
靖国神社奉納大相撲 40代式守伊之助（2017年4月17日撮影）